# Jimmy Wallin
Tarzan Kjell Jimmy Wallin Lager, född 16 maj 1980 i Tibro, är en svensk serietecknare, illustratör, redaktör och föreläsare. Han är sedan 2001 bosatt i Malmö.
Wallin är yrkesverksam tecknare sedan mitten av 1990-talet. Hans första alster publicerades i lokaltidningen SLA, Skaraborgs Allehanda. Han var under flera år verksam inom Seriefrämjandet, där han bland annat var en av  redaktörerna för Bild & Bubbla. 2011 startade han förlaget Apart förlag tillsammans med Johan Kimrin och Jonas Anderson, men är inte längre delägare.
Utmärkande för Jimmy Wallin är att han har en förmåga att skifta mellan olika stilar.[källa behövs] Hans egna serier har synts i tidningar som Ernie, Pondus, Tivoli med vänner, Nya Upplagan m.m. 2011 gjorde Wallin debut som manusförfattare på serietidningen Bamse och har sedan dess fortsatt att skriva serietidningsmanus och böcker med dessa figurer. Utöver Bamse skriver han även manus för de klassiska serierna Åsa-Nisse och 91:an och har även hoppat in som tecknare på båda serierna.
Jimmy Wallin är frilansande tecknare och har genom åren arbetat mycket mot reklambyråer och olika förlag. Han har som kulturpedagog som specialiserat sig på workshops inom serieteckning och bildberättande. Han var i flera års tid gästlärare i bildberättande vid Karlstads universitet, Malmö Högskola, Serietecknarskolan i Malmö m.m
Wallin var medarrangör till seriefestivalen Carlstad Comicon. 
Utöver arbetet med tecknade serier illustrerar Wallin även barnböcker.